# Lago Caburgua
Der Lago Caburgua ist ein großer See im Süden Chiles.
Er liegt in der Region IX (Región de la Araucanía). Der See liegt 23 km östlich der Stadt Pucón. Südwestlich des Sees liegt der bekannte See Lago Villarrica.
Der Lago Caburgua besitzt eine Fläche von rund 51 km² und ist von weißen Sandstränden gesäumt. Der See wird gespeist vom Fluss Río Blanco. Östlich des Sees liegt der Nationalpark Huerquehue.
Südwestlich des Sees liegen diverse Thermalquellen, z. B. die Termas de Menetué, Termas de Huife und Termas de Río Blanco. Östlich des Sees liegt der 2040 m hohe Berg Cerro Picos del Caburgua. Westlich des Sees liegt das nationale Reservat Villarrica.
Besonders bekannt sind die Ojos de Caburgua, große Quellbecken eines unterirdischen Flusses, der vom Lago Caburgua ausgeht. Die ganze Gegend ist von Wäldern umgeben.

## Tourismus
Der See ist für den Segelsport und für Angler geeignet. Der See und die Flüsse sind sehr fischreich. Die Gegend ist ideal zum Kajakfahren und Windsurfen. Am See liegen eine Reihe von Campingplätzen.

## Wirtschaft
Der Tourismus, Fischfang und die Forstwirtschaft spielen eine wichtige Rolle in Gegend.